# 梶田村
梶田村（かじたむら）は、広島県甲奴郡にあった村。現在の三次市の一部にあたる。

## 地理
上下川流域の山間部に位置していた。

## 歴史
- 1889年（明治22年）4月1日、町村制の施行により、甲奴郡梶田村が単独で村制施行し、梶田村が発足[1][2]。福田村、西野村、梶田村、本郷村の町村組合を結成し役場を西野村に設置[1]。
- 1895年（明治28年）10月1日、甲奴郡福田村、西野村、本郷村と合併し、甲奴村を新設して廃止された[1][2]。

## 産業
- 農業[1]

## 教育
- 1890年（明治23年）甲奴尋常高等小学校開校[1]。